# Liang Qichao

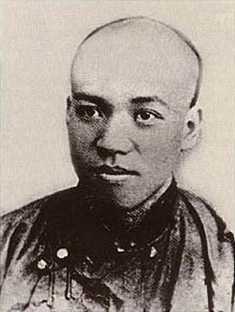
El jove Liang Qichao

Liang Qichao (en xinès simplificat: 梁启超; en xinès tradicional: 梁啟超; en pinyin: Liángqǐchāo), que utilitzà com a pseudònim Rengong, va néixer el 23 de febrer de 1873 a Xinhui, província de Guangdong i va morir el 19 de gener de 1929 a Pequín d'una malaltia. Fou un reformista erudit, historiador, filòsof i periodista que va viure sota la dinastia Qing en els darrers anys i a inicis de la Xina republicana,
Com a reformista que veia la necessitat de modernitzar la Xina a la manera occidental però mantenint tradicions (com el confucianisme) exercí una enorme influència een el seu país. Va donar suport a l'intel·lectual reformista de Kang Youwei, amb el qual havia coincidit en els exàmens l'escala de funcionaris.més alta. El 1895, amb la guerra contra el Japó i la derrota de la Xina que va significar l'humiliant tractat de Shimonoseki va fer evident a patriotes i joves estudiants que la debilitat del seu país obria la porta a la dura intervenció de potències estrangeres en els afers interns xinesos. I llavors, Liang començà a col·laborar en diverses publicacions per a defensar les seves idees regeneracionistes. Es va adherir al moviment “Cent Dies de Reforma” Reforma dels Cent Dies que defensava tot un seguit de reformes que passaven per convertir l'imperial absolutisme en una monarquia constitucional però la facció més conservadora de la cort, encapçalada per l'emperadriu Cixi va protagonitzar un cop d'estat intern que va acabar amb el procés reformista. Llavors Liang va haver de fugir al Japó per evitar la repressió. A Tòquio va poder desenvolupar una gran activitat literària i política. Va viatjar al Canadà .Austràlia i als Estats Units on va aconseguir molts partidaris. La seva idea d'una monarquia constitucional que engegués la modernització del país i el foment de l'individualisme per a construir una societat lliure, ja no va tenir sentit amb la caiguda de la dinastia Qing. El partit que havia fundat, amb el nou nom de Partit Democràtic es fusiona amb els republicans i es crea el Partit Progressista. Va desmuntar el mite d'una Edat d'Or xinesa però pensava en una evolució de la seva societat. Va deixar publicades moltes obres de diversos tipus. La seva tomba és al Jardí Botànic de Pequín.

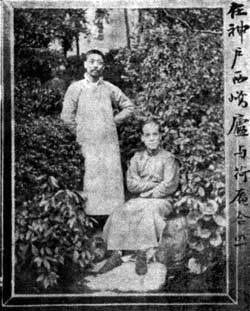
Liang Qichao i Tang Juedun